# رسم خرائط التدخلات
رسم خرائط التدخلات هو بروتوكول لتطوير برامج تعزيز الصحة القائمة على النظريات والأدلة. يصف رسم خرائط التدخلات عملية تخطيط برنامج تعزيز الصحة في ست خطوات:
1. تقييم الاحتياجات بناءً على نموذج البريسيد – البروسيد.
2. تحديد أهداف الأداء والتغيير بناءً على التحليلات العلمية للمشاكل الصحية والعوامل المسببة للمشاكل.
3. اختيار طرق التدخل القائمة على النظرية والتطبيقات العملية لتغيير (محددات) السلوك المتعلق بالصحة.
4. تكوين مكونات البرنامج وتصميمه وإنتاجه.
5. توقع اعتماد البرنامج وتنفيذه واستدامته.
6. توقع العملية وتقييم الأثر.

يتميز رسم خرائط التدخلات بثلاث رؤى: النهج البيئي، ومشاركة جميع أصحاب المصلحة، واستخدام النظريات والأدلة. على الرغم من تقديم تخطيط التدخل كسلسلة من الخطوات، يرى المؤلفون أن عملية التخطيط تكرارية وليست خطية. ينتقل مخططو البرامج ذهابًا وإيابًا بين المهام والخطوات. العملية تراكمية أيضًا: تعتمد كل خطوة على خطوات سابقة، وقد يؤدي عدم الانتباه إلى خطوة معينة إلى أخطاء وقرارات غير مناسبة.

## لمحة تاريخية موجزة عن البروتوكول والغرض منه
طور إل. كاي بارثولوميو، وغاي إس. بارسل، وغريو كوك رسم خرائط التدخلات وقدموه لأول مرة عام 1998، مع مقال عن التثقيف الصحي والسلوك. في عام 2001 تبع ذلك الإصدار الأول من الكتاب، وكان نيل إتش. غوتليب هو المؤلف الرابع. نُشرت الطبعة الثانية في عام 2006، والطبعة الثالثة في عام 2011، مع ماريا فرنانديز كمؤلفة خامسة. ظهرت النسخة الرابعة في عام 2016، من تأليف إل. كاي بارثولوميو إلدريدج، وكريستين إم. ماركهام، وروبرت إيه. سي. رويتر، وماريا فرنانديز، وغريو كوك، وغاي إس. بارسل. كانت هذه النسخة الأخيرة بقيادة إل. كاي بارثولوميو إلدريدج، الذي وافته المنية في فبراير 2016.
طوِر رسم خرائط التدخلات كرد فعل على نقص الأطر الشاملة لتطوير برنامج تعزيز الصحة. يهدف رسم خرائط التدخلات إلى مساعدة المرشدين الصحيين على تطوير أفضل تدخل ممكن. الكلمات الرئيسية في هذا البروتوكول هي التخطيط والبحث والنظرية. يوفر رسم خرائط التدخلات مفردات لتخطيط التدخل، وإجراءات لأنشطة التخطيط، ومساعدة فنية في تحديد المحددات القائمة على النظرية وطرق التغيير. يمكن أن يساعد رسم خرائط التدخلات أيضًا في تطويع التدخلات الحالية مع مجموعات سكانية وبيئات جديدة، ويوفر علم التصنيف طرقًا لتغيير السلوك والتي يمكن استخدامها لترميز محتوى التدخل. في مجال تعزيز الصحة، تكلل تطبيق رسم خرائط التدخلات بالنجاح في أماكن مختلفة، وعلى مجموعة متنوعة من مختلف السلوكيات والسكان. قد يساعد ذلك المخططون على تطوير التدخلات القائمة على النظريات والأدلة لتعزيز السلوك الصحي.
على نحو أكثر تحديدًا، يضمن رسم خرائط التدخلات توجيه النماذج النظرية والأدلة التجريبية للمخططين في مجالين: (1) تحديد المحددات السلوكية والبيئية المتعلقة بمشكلة الهدف، (2) اختيار أنسب الأساليب النظرية والتطبيقات العملية لمعالجة المحددات المحددة. قد وُصف رسم خرائط التدخلات بأنه معقد ومفصل. ومع ذلك، فإن هذا الأمر بالغ الأهمية لرفع مستوى تطوير التدخلات إلى مستوى أعلى، مما يدل على أن المزايا تفوق العيوب. طُور رسم خرائط التدخلات في مجال تعزيز الصحة ولكن يمكن تطبيقها بسهولة في مجالات أخرى، مثل تعزيز حفظ الطاقة.

## الخطوات والمهام
- الخطوة 1: النموذج المنطقي للمشكلة
  - إنشاء فريق للتخطيط والعمل معه.
  - إجراء تقييم للاحتياجات لوضع نموذج منطقي للمشكلة.
  - وصف سياق التدخل بما في ذلك السكان، والبيئة، والمجتمع المحلي.
  - ذكر أهداف برنامج.
- الخطوة الثانية: مخرجات البرنامج وأهدافه -النموذج المنطقي للتغيير
  - ذكر النتائج المتوقعة للسلوك والبيئة.
  - تحديد أهداف الأداء للنتائج السلوكية والبيئية.
  - تحديد محددات النتائج السلوكية والبيئية.
  - بناء مصفوفات أهداف التغيير.
  - إنشاء نموذج منطقي للتغيير.